# Hubert Groß

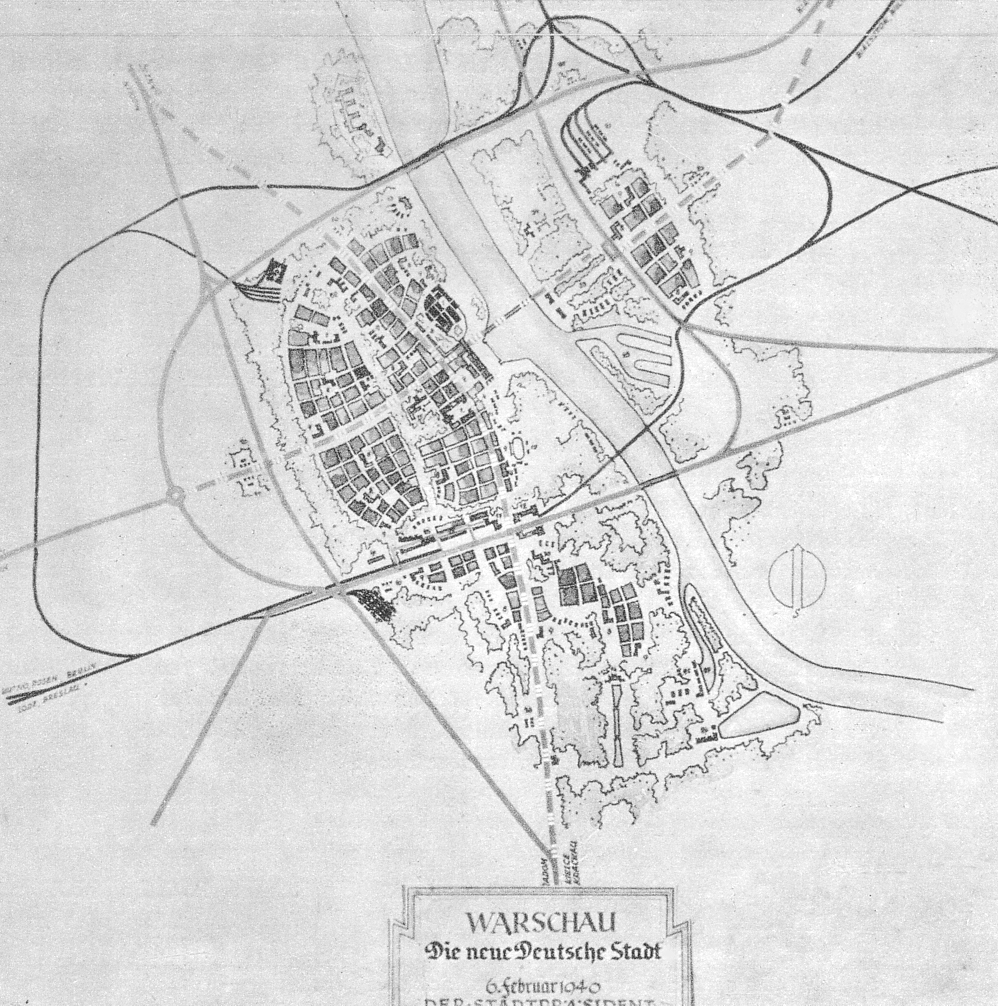
Plan Pabsta, 1940

Hubert Gross (niem. Hubert Groß; ur. 15 kwietnia 1896 w Edenkoben, zm. 5 lutego 1992 w Augsburgu) – niemiecki architekt z Würzburga.

## Życiorys
Groß studiował architekturę na Uniwersytecie Technicznym w Monachium, m.in. u Theodora Fischera i Germana Bestelmeyera. Od 1925 sprawował funkcję architekta w Würzburgu, a następnie miejskiego radcy budowlanego (1931–1940). 
W latach 1939–1940 pracował w niemieckim biurze projektowym miasta Warszawy. Przygotowywał wraz z Otto Nurnbergerem tzw. Plan Pabsta – opracowany na polecenie Generalnego Gubernatora Hansa Franka projekt przebudowy miasta, który uzyskał aprobatę Adolfa Hitlera.
W latach 1943–1944 pracował dla organizacji Todta w krajach nadbałtyckich. Po II wojnie światowej powrócił na krótko na stanowisko miejskiego radcy budowlanego (1945–1946), by od 1946 rozpocząć działalność jako niezależny architekt w Würzburgu.

## Plan: Nowe niemieckie miasto Warszawa
Plan nazywany „Nowe niemieckie miasto Warszawa” (niem. Die neue Deutsche Stadt Warschau) miał zredukować miasto ze stolicy kraju do prowincjonalnego 100–130-tysięcznego miasta złożonego z części niemieckiej o powierzchni 6 km kwadratowych po lewej stronie Wisły i 1 km kwadratowego dla 30 000 lub 80 000 polskich niewolników leżącego po prawej stronie. Liczebność Warszawy zostałaby zmniejszona o około 90% względem stanu z okresu przedwojennego. Przewidywano w nim min. zburzenie Starego Miasta i Zamku Królewskiego oraz wybudowanie w tym miejscu monumentalnej Hali Kongresowej NSDAP (niem. Parteivolkshalle). W miejscu Kolumny Zygmunta miał znajdować się pomnik Germanii.